# André Louis
André Louis, né le 6 février 1922, et mort le 27 décembre 1999 à Octeville (Manche), est un écrivain normand d'expression normande, auteur de Zabeth (1969), premier roman en langue normande moderne.

## Biographie
André Louis travaillait dans l'éducation, en tant que directeur d'école. Président de la Société Alfred Rossel et de la Fédération de l'ouest des groupes folkloriques de France, il collaborait avec Fernand Lechanteur pour la réforme de l'orthographe de la langue normande. Membre fondateur et secrétaire de l'association Parlers et Traditions Populaires de Normandie. Prix littéraire du Cotentin en 1971.